# 排簫 (總稱)

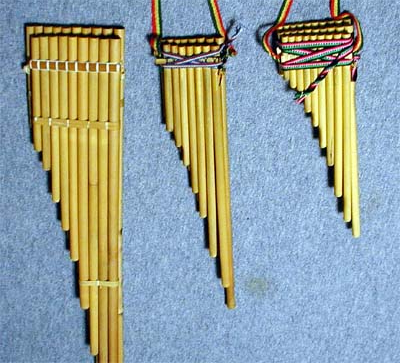
南美洲的排箫

排箫，又称潘笛、排笛，是一类古老的乐器，在中国、南美洲、欧洲、非洲古代都有发现，用若干长短不同的木管或竹管连接起来，直接用口吹，每个管发出一个音，通过连续吹不同的管展现旋律。
古希腊神话中牧神潘把由緒林克斯變成的蘆葦編成樂器，他经常都在吹奏，因此称这种乐器为“潘笛”（Pan flute）。中国古代的排箫共有两排，每个音有两个同样长短的管子，排列顺序为低-高-低，因此如同两个翅膀、或燕子的尾巴，所以也被称为“凤尾箫”。